# Olympische Sommerspiele 2012/Teilnehmer (Grenada)
| Gelbes Symbol für Goldmedaillen mit stilisierten Olympischen Ringen | Graues Symbol für Silbermedaillen mit stilisierten Olympischen Ringen | Braundes Symbol für Bronzemedaillen mit stilisierten Olympischen Ringen |
| ------------------------------------------------------------------- | --------------------------------------------------------------------- | ----------------------------------------------------------------------- |
| 1                                                                   | —                                                                     | —                                                                       |

Grenada nahm in London an den Olympischen Spielen 2012 teil. Es war die insgesamt achte Teilnahme an Olympischen Sommerspielen. Das Grenada Olympic Committee nominierte 15 Athleten in vier Sportarten.

## Medaillen

### Medaillenspiegel
| Medaillenspiegel Grenada |                |                              |                           |                           |        |
| Platz                    | Sportart       | Goldmedaille – Olympiasieger | Silbermedaille – 2. Platz | Bronzemedaille – 3. Platz | Gesamt |
| 1                        | Leichtathletik | 1                            | –                         | –                         | 1      |
| Total                    | Total          | 1                            | –                         | —                         | 1      |

### Medaillengewinner

#### Gold
| Name         | Sportart       | Wettkampf    |
| ------------ | -------------- | ------------ |
| Kirani James | Leichtathletik | 400 m Männer |

## Teilnehmer nach Sportarten

### Boxen
| Athleten    | Wettbewerb              | 1. Runde         | 1. Runde         | Achtelfinale     | Achtelfinale     | Viertelfinale    | Viertelfinale    | Halbfinale       | Halbfinale       | Finale           | Finale           | Rang             |
| Athleten    | Wettbewerb              | Gegner           | Ergebnis         | Gegner           | Ergebnis         | Gegner           | Ergebnis         | Gegner           | Ergebnis         | Gegner           | Ergebnis         | Rang             |
| ----------- | ----------------------- | ---------------- | ---------------- | ---------------- | ---------------- | ---------------- | ---------------- | ---------------- | ---------------- | ---------------- | ---------------- | ---------------- |
| Männer      |                         |                  |                  |                  |                  |                  |                  |                  |                  |                  |                  |                  |
| Stefon John | Schwergewicht bis 91 kg | nicht angetreten | nicht angetreten | nicht angetreten | nicht angetreten | nicht angetreten | nicht angetreten | nicht angetreten | nicht angetreten | nicht angetreten | nicht angetreten | nicht angetreten |

### Leichtathletik
Laufen und Gehen
| Athleten            | Wettbewerb   | Vorlauf          | Vorlauf          | Halbfinale       | Halbfinale       | Finale           | Finale           | Rang             |
| Athleten            | Wettbewerb   | Zeit             | Rang             | Zeit             | Rang             | Zeit             | Rang             | Rang             |
| ------------------- | ------------ | ---------------- | ---------------- | ---------------- | ---------------- | ---------------- | ---------------- | ---------------- |
| Frauen              |              |                  |                  |                  |                  |                  |                  |                  |
| Trish Bartholomew   | 100 m        | nicht angetreten | nicht angetreten | nicht angetreten | nicht angetreten | nicht angetreten | nicht angetreten | nicht angetreten |
| Janelle Redhead     | 200 m        | 23,08 s          | 3                | 23,51 s          | 8                | ausgeschieden    | ausgeschieden    | 24               |
| Kanika Beckles      | 400 m Hürden | nicht angetreten | nicht angetreten | nicht angetreten | nicht angetreten | nicht angetreten | nicht angetreten | nicht angetreten |
| Männer              |              |                  |                  |                  |                  |                  |                  |                  |
| Paul Williams       | 100 m        | 10,65 s          | 7                | ausgeschieden    | ausgeschieden    | ausgeschieden    | ausgeschieden    | 48               |
| Kirani James        | 400 m        | 45,23 s          | 1                | 44,59 s          | 1                | 43,94 s          | 1                | Gold             |
| Rondell Bartholomew | 400 m Hürden | nicht angetreten | nicht angetreten | nicht angetreten | nicht angetreten | nicht angetreten | nicht angetreten | nicht angetreten |

Springen und Werfen
| Frauen             |            |                  |                  |                  |                  |                  |                  |                  |
| Patricia Sylvester | Dreisprung | nicht angetreten | nicht angetreten | nicht angetreten | nicht angetreten | nicht angetreten |                  |                  |
| Patricia Sylvester | Hochsprung | nicht angetreten | nicht angetreten | nicht angetreten | nicht angetreten | nicht angetreten | nicht angetreten | nicht angetreten |

Mehrkampf
| Athleten         | 100 m   | 100 m  | Weitsprung | Weitsprung | Kugelstoßen | Kugelstoßen | Hochsprung | Hochsprung | 400 m   | 400 m  | 110 m Hürden | 110 m Hürden | Diskuswerfen | Diskuswerfen | Stabhochsprung | Stabhochsprung | Speerwerfen | Speerwerfen | 1500 m | 1500 m | Punkte | Rang |
| Athleten         | Zeit    | Punkte | Weite      | Punkte     | Weite       | Punkte      | Höhe       | Punkte     | Zeit    | Punkte | Zeit         | Punkte       | Weite        | Punkte       | Höhe           | Punkte         | Weite       | Punkte      | Zeit   | Punkte | Punkte | Rang |
| ---------------- | ------- | ------ | ---------- | ---------- | ----------- | ----------- | ---------- | ---------- | ------- | ------ | ------------ | ------------ | ------------ | ------------ | -------------- | -------------- | ----------- | ----------- | ------ | ------ | ------ | ---- |
| Zehnkampf Männer |         |        |            |            |             |             |            |            |         |        |              |              |              |              |                |                |             |             |        |        |        |      |
| Kurt Felix       | 11,12 s | 834    | 7,63 m     | 967        | 13,28 m     | 684         | 2,05 m     | 850        | 50,70 s | 807    | DNF          | DNF          | DNF          | DNF          | DNF            | DNF            | DNF         | DNF         | DNF    | DNF    | –      | –    |

### Schwimmen
| Athleten     | Wettbewerb     | Vorlauf          | Vorlauf          | Halbfinale       | Halbfinale       | Finale           | Finale           | Rang             |
| Athleten     | Wettbewerb     | Zeit             | Rang             | Zeit             | Rang             | Zeit             | Rang             | Rang             |
| ------------ | -------------- | ---------------- | ---------------- | ---------------- | ---------------- | ---------------- | ---------------- | ---------------- |
| Männer       |                |                  |                  |                  |                  |                  |                  |                  |
| Esau Simpson | 50 m Freistil  | nicht angetreten | nicht angetreten | nicht angetreten | nicht angetreten | nicht angetreten | nicht angetreten | nicht angetreten |
| Esau Simpson | 100 m Freistil | 53,26 s          | 1                | ausgeschieden    | ausgeschieden    | ausgeschieden    | ausgeschieden    | 43               |

### Taekwondo
| Athleten           | Wettbewerb       | Achtelfinale | Achtelfinale | Viertelfinale | Viertelfinale | Halbfinale    | Halbfinale    | Hoffnungsrunde Halbfinale | Hoffnungsrunde Halbfinale | Hoffnungsrunde Finale | Hoffnungsrunde Finale | Finale        | Finale        | Rang |
| Athleten           | Wettbewerb       | Gegner       | Ergebnis     | Gegner        | Ergebnis      | Gegner        | Ergebnis      | Gegner                    | Ergebnis                  | Gegner                | Ergebnis              | Gegner        | Ergebnis      | Rang |
| ------------------ | ---------------- | ------------ | ------------ | ------------- | ------------- | ------------- | ------------- | ------------------------- | ------------------------- | --------------------- | --------------------- | ------------- | ------------- | ---- |
| Frauen             |                  |              |              |               |               |               |               |                           |                           |                       |                       |               |               |      |
| Andrea St. Bernard | Klasse bis 67 kg | Nur Tatar    | 1:5          | ausgeschieden | ausgeschieden | ausgeschieden | ausgeschieden | Paige McPherson           | 2:15                      | ausgeschieden         | ausgeschieden         | ausgeschieden | ausgeschieden | 7    |